# Matriz de incidencia
La matriz de incidencia es una matriz binaria (sus elementos sólo pueden ser unos o ceros) que se utiliza como una forma de representar relaciones binarias.

## Construcción de la matriz a partir de un grafo

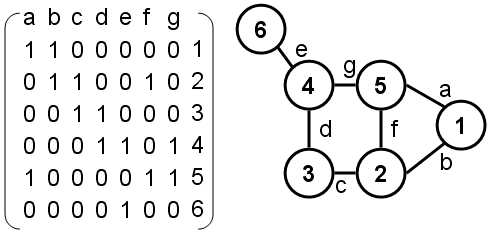
Relación binaria descrita mediante una matriz de incidencia, y mediante un grafo.

1. Las columnas de la matriz representan las aristas del grafo.
2. Las filas representan a los distintos nodos.
3. Por cada nodo unido por una arista, ponemos un uno (1) en el lugar correspondiente, y llenamos el resto de las ubicaciones con ceros (0).

En el ejemplo de la figura, si sumamos las cantidades de 1's que hay en cada columna, veremos que hay solo dos. Pero si sumamos las cantidades de unos 1's que hay por cada fila, comprobaremos que los nodos 2, 4 y 5 poseen un valor de 3. Ese valor indica la cantidad de aristas que inciden sobre el nodo.

### Hipergrafos
A diferencia de las matrices de incidencias que representan grafos, las cuales sólo pueden poseer dos unos en cada columna, las matrices de adyacencia que representan hipergrafos pueden tener cualquier número de unos por columna.

## Comparación con otras representaciones
Existen otras formas de representar relaciones binarias, como por ejemplo los pares ordenados o los grafos. Cada representación tiene sus virtudes y desventajas.
En particular, la matriz de incidencia es muy utilizada en la programación, porque su naturaleza binaria y matricial calza perfecto con la de los computadores. Sin embargo, a una persona sin conocimientos de computación se le hará mucho más sencillo comprender una relación descrita mediante grafos, que mediante matrices de incidencia.
Otra representación matricial para las relaciones binarias es la matriz de adyacencia.
- Datos: Q939272
- Multimedia: Incidence matrices of graphs / Q939272